# Henri Loyrette

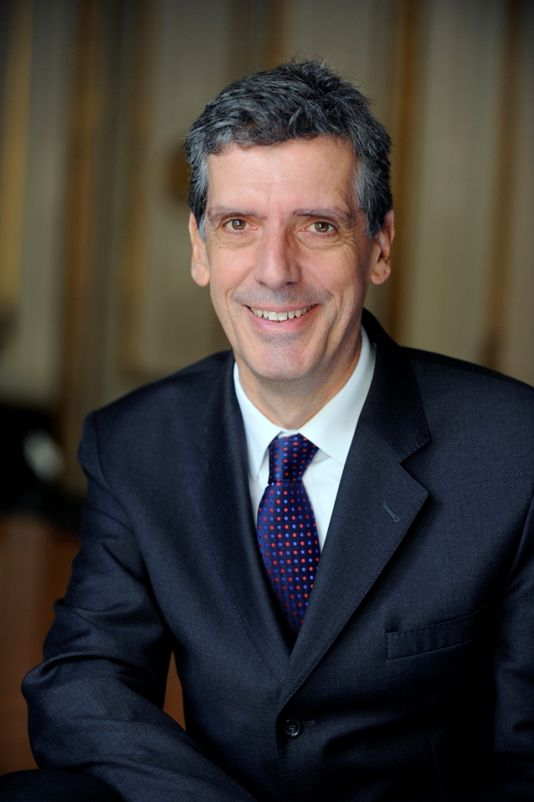
Henri Loyrette

Henri Jean Eugène Loyrette (geboren am 31. Mai 1952 in Neuilly-sur-Seine) ist ein französischer Kunsthistoriker, Kurator und Museumsdirektor.

## Leben
Henri Loyrette kam 1952 als Sohn des Wirtschaftsjuristen Jean Loyrette im Pariser Vorort Neuilly-sur-Seine zur Welt. Er besuchte nach der Schulausbildung zunächst eine Classe préparatoire und studierte danach Geschichte. Anschließend besuchte er von 1975 bis 1977 die Académie de France à Rome. Nach seiner Rückkehr nach Frankreich wurde er 1978 zum ersten Kurator des neu gegründeten Musée d’Orsay, das erst 1986 für das Publikum öffnete. Er blieb 23 Jahre für das Museum tätig; von 1994 bis 2001 war er Direktor des Hauses. Zu seinem Spezialgebiet, der Kunst des 19. Jahrhunderts, veröffentlichte Loyrette zahlreiche Aufsätze und Bücher. Zudem kuratierte er zu diesem Themenfeld mehrere vielbeachtete Ausstellungen, häufig in Zusammenarbeit mit internationalen Museen. Hierzu gehörten Ausstellungen zum Architekten Gustave Eiffel, zur Theaterfamilie Halévy, zu den Ursprüngen des Impressionismus und mehrere Schauen zu Edgar Degas.
Von 2001 bis 2013 leitete Loyrette als Direktor in der Nachfolge von Pierre Rosenberg das Musée du Louvre. In seine Amtszeit fallen die Einrichtung des Louvre-Flügels für islamische Kunst und 2012 die Eröffnung des Zweigmuseums Louvre-Lens. Zudem befürwortete Loyrette den Bau des Louvre Abu Dhabi, der schließlich 2017 eröffnete. Diese Kooperation hat in Frankreich und international zu kontroversen Diskussionen geführt. Nach seiner Tätigkeit für die staatlichen Museen wechselte er 2014 zu Admical, einem Netzwerk von Unternehmen, die wohltätige Zwecke unterstützen.
Loyrette ist seit 1997 Mitglied der Académie des Beaux-Arts, seit 2006 der American Academy of Arts and Sciences und seit 2013 Mitglied im Staatsrat (Conseil d’État). Für seine Arbeit erhielt er zahlreiche nationale und internationale Auszeichnungen.

## Veröffentlichungen (Auswahl)
- Degas e l’Italia. Villa Medici, Fratelli Palombi, Rom 1984, ISBN 88-7621-557-3.
- Gustave Eiffel. Deutsche Verlagsanstalt, Stuttgart 1985, ISBN 3-421-02845-1.
- Catalogue sommaire illustré des dessins d’architecture et d’art décoratif. Zusammen mit Caroline Mathieu, Leconte Crosnier, Marie Laure. Ministère de la Culture et de la Communication und Musée d’Orsay, Paris 1986, ISBN 2-7118-2055-6.
- Degas « Je voudrais être illustre et inconnu ». Gallimard, Paris 1988.
- Degas. Fayard, Paris 1990, ISBN 2-213-02086-8.
- La peinture au XIXe siècle. 1. Le retour à l’antique – le romantisme. Paris 1991.
- La peinture au XIXe siècle. 2. Du réalisme à nos jours. Paris 1991.
- Impressionnisme, les origines 1859–1869. Réunion des Musées Nationaux, Pars 1994, ISBN 2-7118-2820-4.
- Entre le théâtre et l’histoire, la famille Halévy (1760–1960). Fayard, Paris 1996, ISBN 2-213-59609-3.
- Mélanges en hommage à Françoise Cachin. Réunion des Musées Nationaux und Gallimard. Paris 2002, ISBN 2-07-076158-4.
- Candida Höfer – Louvre. Schirmer Mosel, München 2006, ISBN 978-3-8296-0250-1.
- Louvre avec vues. Zusammen mit Lois Lammerhuber. Éditions de La Martinière, Paris 2007, ISBN 978-2-7324-3661-6.
- Pierre Boulez – œuvre, fragment. Zusammen mit Marcella Lista. Gallimard, Paris 2008, ISBN 978-2-07-012300-1.
- Les chefs-dœuvre du Louvre. Musée du Louvre, Paris 2010, ISBN 978-2-842787-62-2.
- Tony Cragg, figure out, figure in. Musée du Louvre Éditions, Paris 2011, ISBN 978-2-916275-87-1.
- Chaumet : joaillier parisien depuis 1780. Flammarion, Paris 2017, ISBN 978-2-08-140825-8.
- Peindre les courses: Stubbs, Géricault, Degas. Zusammen mit Christophe Donner und Aurore Bayle-Loudet. Flammarion, Paris 2018, ISBN 978-2-08-143368-7.
- Degas à l’Opéra. Musée d’Orsay, Paris 2019, ISBN 978-2-7118-7440-8.
- L’encyclopédie de l’Opéra de Paris. Zusammen mit Sarah Barbedette. Réunion des musées nationaux - Grand Palais, Paris 2019, ISBN 978-2-7118-7409-5.

## Auszeichnungen
- Komtur des Ordre des Arts et des Lettres
- Offizier des französischen Nationalverdienstordens Ordre national du Mérite
- Kommandeur der Ehrenlegion[4]
- Ritter des Verdienstordens der Italienischen Republik[5]
- Offizier des Verdienstorden der Republik Polen (2008)[6]
- Träger des Orden der Heiligen Kyrill und Methodius[7]
- Prix Zlaten vek (Goldenes Zeitalter) des Ministeriums für Kultur der Republik Bulgarien